# Get Me to the World on Time
"Get Me to the World on Time" is een liedje van The Electric Prunes. Het werd geschreven door Annette Tucker en Jill Jones. Dave Hassinger verzorgde de muzikale productie. De single werd op 21 april 1967 door Reprise Records uitgegeven, met op de B-kant het door Tucker en Nancie Mantz geschreven "Are You Lovin' Me More (But Enjoying It Less)". Beide liedjes stonden ook op hun eerste album, getiteld The Electric Prunes. In het Verenigd Koninkrijk zorgde Pye Records voor de distributie. De Prunes bereikten met "Get Me to the World on Time" de 27ste plaats in de Amerikaanse en de 42ste in de Britse hitlijst.

## Liedjes
- A. "Get Me to the World on Time" (2:30)
- B. "Are You Lovin' Me More (But Enjoying It Less)" (2:21)

## Musici
- Mark Tulin - basgitaar
- Preston Ritter - drums
- Ken Williams - gitaar
- Dick Hargraves - orgel
- James Spagnola - slaggitaar
- James Lowe - zang, gitaar

## Hitnoteringen

### UK Singles Chart
| Hitnotering in de UK Singles Chart: 13-05-1967 t/m 03-06-1967 | Hitnotering in de UK Singles Chart: 13-05-1967 t/m 03-06-1967 | Hitnotering in de UK Singles Chart: 13-05-1967 t/m 03-06-1967 | Hitnotering in de UK Singles Chart: 13-05-1967 t/m 03-06-1967 | Hitnotering in de UK Singles Chart: 13-05-1967 t/m 03-06-1967 | Hitnotering in de UK Singles Chart: 13-05-1967 t/m 03-06-1967 |
| Week:                                                         | 1                                                             | 2                                                             | 3                                                             | 4                                                             | 5                                                             |
| ------------------------------------------------------------- | ------------------------------------------------------------- | ------------------------------------------------------------- | ------------------------------------------------------------- | ------------------------------------------------------------- | ------------------------------------------------------------- |
| Positie:                                                      | 47                                                            | 44                                                            | 42                                                            | 49                                                            | uit                                                           |